# مهرجان كان السينمائي 2012
مهرجان كان السينمائي لعام 2012 هي الدورة الخامس والستين عقد في 16 أيار /مايو إلى 27 مايو من عام 2012. وحصل فيلم الحب على أفضل فيلم بالمهرجان وكما أيضا تم تكريم مارلين مونرو بوضع صورته على ملصق المهرجان.